# Onychorhynchus coronatus
Caça-moscas-real-amazónico, maria-leque-da-amazónia ou maria-leque (Onychorhynchus coronatus) é uma ave passeriforme que o Comitê Ornitológico Internacional (COI) coloca na família Tityridae. É encontrado no México, ao sul na maior parte da América Central, e em todos os países continentais da América do Sul, exceto Argentina, Chile, Paraguai e Uruguai.

## Taxonomia
O maria-leque foi formalmente descrito em 1776 pelo zoólogo alemão Philipp Statius Müller sob o nome binomial Muscicapa coronata. Müller baseou seu relato em uma ilustração colorida à mão do "Tyran hupé de Cayenne" que havia sido gravada por François-Nicolas Martinet. O epíteto específico vem do latim coronatus, que significa "coroado". O maria-leque agora é colocado junto com o maria-leque-do-sudeste no gênero Onychorhynchus, que foi introduzido em 1810 pelo naturalista alemão Gotthelf Fischer von Waldheim.
Por muitos anos, o COI considerou o maria-leque da Amazônia e três outros táxons de maria-leques como espécies separadas. Em 2024, o COI combinou ("juntou") os maria-leques do norte, da Amazônia e do Pacífico como a única espécie deste artigo, o maria-leque, e deixou o maria-leque-do-sudeste (O. swainsoni) inalterado.
Outros sistemas taxonômicos diferem no tratamento dos maria-leques. O Manual das Aves do Mundo (HBW) da BirdLife International mantém o tratamento de quatro espécies que o COI abandonou. Até 2022, a taxonomia de Clements tratou os táxons do norte, da Amazônia, do Pacífico e do Atlântico como uma única espécie de maria-leque. Em 2023, Clements separou o Atlântico dele, e agrupou os outros três táxons no maria-leque, alcançando um pouco mais cedo as mesmas duas espécies adotadas pelo COI de 2024. No entanto, Clements os colocou, com cinco outros maria-leques e a araponga-do-horto (Oxyruncus cristatus) na família Oxyruncidae, em vez da Tityridae como fez o IOC. Então, em 2024, Clements moveu os maria-leques e os outros maria-leques para a família Onychorhynchidae, deixando a araponga-do-horto sozinha em Oxyruncidae.
Os Comitês de Classificação Norte-Americanos e Sul-Americanos da Sociedade Ornitológica Americana (AOS) reconhecem apenas um maria-leque, assim como Clements fez até 2023, e como Clements o colocam na família Onychorhynchidae. O comitê Sul-Americano está buscando uma proposta para reavaliação dos táxons.
O COI e Clements reconhecem estas cinco subespécies do maria-leque:
- O. c. castelnaui (Deville, 1849)
- O. c. coronatus (Müller, PLS, 1776)
- O. c. mexicanus (Sclater, PL, 1857)
- O. c. fraterculus (Bangs, 1902)
- O. c. occidentalis (Sclater, PL, 1860)

As subespécies O. c. mexicanus e O. c. occidentalis às vezes são tratadas como espécies separadas.

## Descrição
O maria-leque tem aproximadamente 12,5 a 18 cm de comprimento e pesa 9,7 a 21 g. Tem uma crista erétil em forma de leque. Na subespécie nominal O. c. coronatus, é vermelho com pontas azuis no macho e amarelo ou laranja na fêmea. As plumagens dos sexos são semelhantes. Os adultos têm um anel ocular quebrado e uma leve faixa amarela na bochecha. Suas partes superiores são marrom-escuras com estreitas barras pretas e amarelas na parte inferior das costas. Seu dorso e cauda são canela-ruivas, mais marrons em direção ao final da cauda. Suas asas são marrom-escuras com pequenas manchas amareladas nas pontas das coberturas e terciárias. Sua garganta é esbranquiçada, seu peito de um tom bege quente, com barras pretas estreitas e sua barriga bege. Sua íris tem vários tons de marrom, sua maxila de marrom-escura a quase preta, sua base mandibular amarelada ou laranja, e suas pernas e pés amarelo-opaco ou alaranjados.
A subespécie O. c. castelnaui é muito parecida com a nominal, embora um pouco menor e com menos barras nas costas. O. c. mexicanus é a maior subespécie. Suas partes superiores não são tão escuras quanto as da nominal, sua cauda é mais ruiva, seu queixo e garganta são brancos e seu peito tem menos listras. O. c. fraterculus é ligeiramente menor que a mexicanus, com umm dorso e cauda de cor canela mais clara e ainda menos listras no peito. O. c. occidentalis tem aproximadamente o mesmo tamanho que a fraterculus. É predominantemente marrom-amarelado brilhante, com uma cauda fulva-clara e um peito sem marcas. A crista do macho é mais vermelha que a laranja da nominal, com pontas pretas.

## Distribuição e habitat
As subespécies do maria-leque são encontradas como abaixo:
- O. c. castelnaui: a leste dos Andes, na Amazônia ocidental, do sudeste da Colômbia e do estado do Amazonas, na Venezuela, ao sul, através do Equador, até o Peru e o norte da Bolívia, e a leste do Brasil, até o rio Negro e o rio Tapajós;
- O. c. coronatus: sul e leste da Venezuela, Guianas e no Brasil a leste do rio Negro e rio Tapajós;
- O. c. mexicanus: sudeste do México até o Panamá;
- O. c. fraterculus: norte da Colômbia e noroeste da Venezuela;
- O. c. occidentalis: oeste do Equador descontinuamente da província de Esmeraldas à província de El Oro e ligeiramente no departamento de Tumbes do Peru.

O maria-leque habita terras baixas úmidas, tanto florestas primárias perenes quanto florestas secundárias. É uma ave dos níveis inferiores e intermediários, frequentemente ao longo de riachos e em florestas de várzea sazonalmente inundadas. Em elevação, varia do nível do mar a 1.200 m em grande parte da América Central e Colômbia, em altitudes mais baixas na Costa Rica. No Brasil, ocorre abaixo de 1.000 m; no leste do Equador abaixo de 400 m, e no oeste do Equador abaixo de 600 m.

## Comportamento

### Movimentação
O maria-leque parece ser um residente durante todo o ano na maior parte de sua área de distribuição. Alguns movimentos sazonais foram observados na Península de Iucatã, no México, e no sudoeste do Equador.

### Alimentação
O maria-leque é insetívoro. A maioria das subespécies forrageia na parte baixa da floresta, até cerca de 3 m acima do solo, embora O. c. occidentalis frequentemente se alimente a até 15 m. A espécie normalmente forrageia sozinha ou menos frequentemente em pares, e ocasionalmente se junta a bandos de alimentação de espécies mistas. Ele salta de um poleiro para capturar presas no ar ou de folhagens e galhos, e retorna ao poleiro para comê-las.

### Reprodução
A estação de reprodução do maria-leque não foi estabelecida. Seu ninho é longo e estreito e fica suspenso em um galho ou cipó, geralmente acima da água. A ninhada é de dois ovos; somente a fêmea os incuba, cuida e alimenta os filhotes.

### Vocalização
O maria-leque é geralmente discreto e silencioso. Seus cantos diferem entre as subespécies. O de O. c. coronatus e O. c. castelnaui é "uma série de assobios longos e melodiosos, começando com uma nota introdutória alta e plana e seguida por uma série de assobios suaves dissilábicos de tom mais baixo uíííí-piúúó-piúúó-piúúó". O de O. c. mexicanus no México é "uma série descendente e lenta de assobios lamentosos, geralmente de 5 a 8, piú-piú-piú-piú-piú-piú ou uí-uííu-uííu". Mais ao sul, é "uma série de assobios bastante agudos e arrastados precedidos por uma curta nota introdutória, uít-iiiiu... iiiiu... iiiiu". O canto de O. c. occidentalis raramente foi registrado e não foi descrito. Os chamados da espécie incluem "um kiiiape ou kiii-íu alto, suave e oco", "um sur-lípe baixo" e "um lamentoso uíí-uque ou sí-iuque, estridente a oco".

## Status
A IUCN segue a taxonomia HBW e, portanto, avaliou separadamente os maria-leques do norte, da Amazônia e do Pacífico. O maria-leque do norte é de menor preocupação. Ele tem um alcance muito grande, mas um tamanho populacional desconhecido que se acredita estar diminuindo. Nenhuma ameaça imediata foi identificada. O maria-leque da Amazônia também é de menor preocupação. Ele tem um alcance extremamente grande e uma população estimada de pelo menos 500.000 indivíduos maduros; acredita-se que este último esteja diminuindo. Nenhuma ameaça imediata foi identificada. O maria-leque do Pacífico é avaliado como vulnerável. Ele tem um alcance limitado e sua população estimada entre 2.500 e 10.000 indivíduos maduros acredita-se estar diminuindo. A principal ameaça é a derrubada da floresta para expansão residencial, agricultura e pecuária. A espécie é, no geral, bastante incomum, mas O. c. occidentalis é considerada escassa a rara.
1. 1 2  BirdLife International (2018). «Amazonian Royal Flycatcher Onychorhynchus coronatus». Lista Vermelha de Espécies Ameaçadas. 2018: e.T22699647A130205114. doi:10.2305/IUCN.UK.2018-2.RLTS.T22699647A130205114.en. Consultado em 9 de janeiro de 2024
2. 1 2  BirdLife International (2019). «Northern Royal Flycatcher Onychorhynchus mexicanus». Lista Vermelha de Espécies Ameaçadas. 2019: e.T22729313A140051796. doi:10.2305/IUCN.UK.2019-3.RLTS.T22729313A140051796.en. Consultado em 9 de janeiro de 2024
3. 1 2  BirdLife International (2016). «Pacific Royal Flycatcher Onychorhynchus occidentalis». Lista Vermelha de Espécies Ameaçadas (em inglês). 2016: e.T22699653A93742094. doi:10.2305/IUCN.UK.2016-3.RLTS.T22699653A93742094.en. Consultado em 9 de janeiro de 2024
4. ↑  «Tityridae». Aves do Mundo. 26 de dezembro de 2021. Consultado em 5 de abril de 2024
5. ↑  Paixão, Paulo (Verão de 2021). «Os Nomes Portugueses das Aves de Todo o Mundo» (PDF) 2.ª ed. A Folha — Boletim da língua portuguesa nas instituições europeias. ISSN 1830-7809. Consultado em 5 de abril de 2024. Cópia arquivada (PDF) em 23 de abril de 2022
6. 1 2 3  Gill, Frank; Donsker, David; Rasmussen, Pamela, eds. (2024). «Cotingas, manakins, tityras, becards». IOC World Bird List (v 14.2) (em inglês). International Ornithologists' Union. Consultado em 19 de agosto de 2024
7. ↑  Check-list of North American Birds (em inglês) 7th ed. Washington, D.C.: American Ornithologists' Union. 1998. 386 páginas
8. ↑  «Maria-leque». WikiAves. Consultado em 10 de novembro de 2024
9. ↑  Statius Müller, Philipp Ludwig (1776). Des Ritters Carl von Linné Königlich Schwedischen Lelbarztes uc. uc. vollständigen Natursystems Supplements und Register-Band über alle sechs Theile oder Classen des Thierreichs mit einer ausführlichen Erklärung ausgefertiget (em alemão). 9. Nürnberg: Gabriel Nicolaus Raspe. p. 168
10. ↑  Buffon, Georges-Louis Leclerc de; Martinet, François-Nicolas; Daubenton, Edme-Louis; Daubenton, Louis-Jean-Marie (1765–1783). «Tyran hupé de Cayenne». Planches Enluminées D'Histoire Naturelle (em francês). 3. Paris: De L'Imprimerie Royale. Plate 289
11. ↑  Traylor, Melvin A. Jr, ed. (1979). Check-List of Birds of the World. 8. Cambridge, Massachusetts: Museum of Comparative Zoology. p. 113
12. ↑  Jobling, James A. (2010). The Helm Dictionary of Scientific Bird Names (em inglês). London: Christopher Helm. p. 118. ISBN 978-1-4081-2501-4
13. ↑  Gill, Frank; Donsker, David; Rasmussen, Pamela, eds. (2024). «Cotingas, manakins, tityras, becards». IOC World Bird List (v 14.1) (em inglês). International Ornithologists' Union. Consultado em 4 de janeiro de 2024
14. ↑  «Handbook of the Birds of the World and BirdLife International - Digital checklist of the birds of the world. Version 8». HBW and BirdLife International (em inglês). 2023. Consultado em 28 de dezembro de 2023
15. ↑  Clements, J. F., P.C. Rasmussen, T. S. Schulenberg, M. J. Iliff, T. A. Fredericks, J. A. Gerbracht, D. Lepage, A. Spencer, S. M. Billerman, B. L. Sullivan, e C. L. Wood (2023). «The eBird/Clements checklist of birds of the world: v2023» (em inglês). Consultado em 28 de outubro de 2023
16. 1 2  Clements, J. F., P.C. Rasmussen, T. S. Schulenberg, M. J. Iliff, T. A. Fredericks, J. A. Gerbracht, D. Lepage, A. Spencer, S. M. Billerman, B. L. Sullivan, M. Smith, e C. L. Wood (2024). «The eBird/Clements checklist of birds of the world: v2024» (em inglês). Consultado em 23 de outubro de 2024
17. ↑  Chesser, R. T., S. M. Billerman, K. J. Burns, C. Cicero, J. L. Dunn, B. E. Hernández-Baños, R. A. Jiménez, O. Johnson, A. W. Kratter, N. A. Mason, P. C. Rasmussen, e J. V. Remsen, Jr. (2024). «Check-list of North American Birds (online)». American Ornithological Society (em inglês). Consultado em 22 de agosto de 2024
18. 1 2  Remsen, J. V., Jr., J. I. Areta, E. Bonaccorso, S. Claramunt, G. Del-Rio, A. Jaramillo, D. F. Lane, M. B. Robbins, F. G. Stiles, e K. J. Zimmer (28 de setembro de 2024). «A classification of the bird species of South America». American Ornithological Society (em inglês). Consultado em 29 de setembro de 2024
19. 1 2 3 4 5 6 7  Kirwan, G. M., R. Sample, B. Shackelford, R. Kannan, e P. F. D. Boesman (2024).  Cornell Lab of Ornithology, Ithaca, NY, EUA., ed. Tropical Royal Flycatcher (Onychorhynchus coronatus), version 2.1. In Birds of the World (T. S. Schulenberg and B. K. Keeney, Editors) (em inglês). [S.l.: s.n.] Consultado em 27 de outubro de 2024
20. ↑  van Perlo, Ber (2009). A Field Guide to the Birds of Brazil (em inglês). Nova York: Oxford University Press. pp. 310–311. ISBN 978-0-19-530155-7
21. 1 2 3  Ridgely, Robert S.; Greenfield, Paul J. (2001). The Birds of Ecuador: Field Guide (em inglês). II. Ithaca: Cornell University Press. pp. 494–495. ISBN 978-0-8014-8721-7
22. 1 2  vanPerlo, Ber (2006). Birds of Mexico and Central America. Col: Princeton Illustrated Checklists (em inglês). Nova Jersey: Princeton University Press. pp. plate 67. ISBN 0691120706
23. 1 2 3  McMullan, Miles; Donegan, Thomas M.; Quevedo, Alonso (2010). Field Guide to the Birds of Colombia (em inglês). Bogotá: Fundación ProAves. 158 páginas. ISBN 978-0-9827615-0-2